# La vida d'Adam i Eva

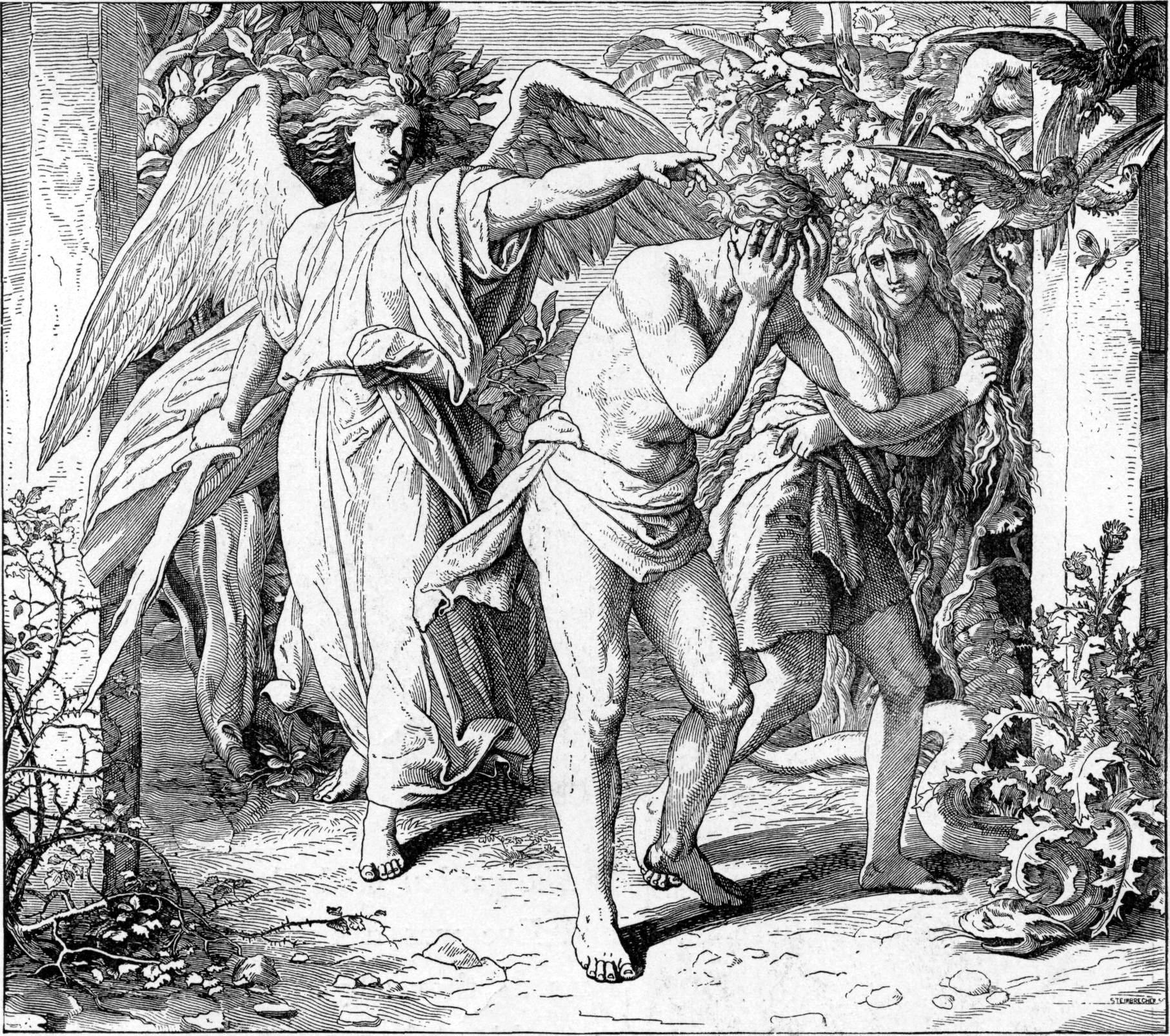
Adam i Eva expulsats del Jardí de l'Edèn per l'arcàngel Miquel

La vida d'Adam i Eva, també conegut, en la versió grega, com a L'Apocalipsi de Moisès, és un grup d'escrits pseudo-epígrafs jueus, on es relata la vida i mort d'Adam i Eva després de la seva expulsió del Jardí de l'Edèn. Aquests escrits forneixen molts detalls sobre la caiguda de l'home, tot incloent-hi la versió de la història d'Eva. Explica que Satanàs es va revoltar quan Déu li va ordenar d'adorar Adam. Després que Adam morís, a ell i a tots els seus descendents els fou promesa la resurrecció.

## Contingut
El principal problema teològic en aquests textos és el de les conseqüències de la caiguda de l'home, dels quals s'esmenten la malaltia i la mort. Altres temes són l'exaltació d'Adam al Jardí, la caiguda de Satanàs, la unció amb l'oli de l'arbre de la vida, i una combinació de la majestat i l'antropomorfisme en la figura de Déu, amb la participació de nombrosos càbales i altres dades que mostren una relació amb el Llibre d'Henoc. Encara que la idea de la resurrecció després de la mort hi és present, no hi ha idea de messianisme, un fet que dona un fort suport a la teoria d'un origen jueu.
Paral·lelismes interessants es poden trobar en alguns passatges del Nou Testament, com la menció de l'Arbre de la Vida al llibre de l'Apocalipsi 22:02. Semblances importants d'aquest llibre es poden també trobar en les idees de les Epístoles Paulines: Eva com la font del pecat (2 Corintis 11:03), el mateix Satanàs es desfressa com àngel de llum (2 Corintis 11:14), la posició del paradís en el tercer cel (2 Corintis 12:02). Malgrat no es pot determinar cap relació directa entre el Nou Testament i La Vida d'Adam i Eva, alguns autors suggereixen que les similituds entre Pau i l'autor de 2 Henoc demostre que van ser contemporanis de l'autor original d'aquesta obra i que formava part del mateix cercle d'idees.

## Versions

### Versió grega,Apocalipsi de Moisès
L'Apocalipsi de Moisès és el nom comú per a la versió grega de La vida d'Adam i Eva. Aquest títol li va ser donat per Tischendorf, el seu primer editor, i és captada per altres En el text, Moisès es coneix només en la primera frase com el profeta a qui la història va ser revelada.

#### Contingut
Després de ser desterrat del Jardí de l'Edèn, Adam i Eva van anar a l'Orient on van viure durant divuit anys i dos mesos. Eva donà a llum a Caín i Abel. Caín matà Abel. Miquel es compromet a donar a Adam un nou fill, i Set neix en lloc d'Abel (Capítols 1-4).
Llavors Adam engendra 30 fills i 30 filles. Com que Adam cau malalt i té dolors, tots els seus fills i filles s'ajunten al voltant seu, i Adam els relata breument la història de la caiguda de l'home. Set i Eva viatgen a les portes del Jardí per demanar una mica d'oli de l'arbre de la misericòrdia (és a dir, l'arbre de la vida). En el camí Set és atacat i mossegat per un animal salvatge, que desapareix quan és Set li ho ordena. L'arcàngel Miquel es nega a donar-los l'oli en aquell moment, però es compromet a lliurar-los-el a la fi dels temps, quan tota carn s'aixecarà, els plaers del paradís es donaran al poble sant i Déu serà enmig d'ells. Al seu retorn, Adam diu a Eva: "Què has fet, que has portat sobre nosaltres la gran ira que és la mort?". (Capítols 5-14)
Eva explica als seus fills i filles la història de la caiguda, del seu punt de vista:
Al Jardí, quan se separa d'Adam: Eva resta amb les femelles i Adam amb els homes. La serp (el diable) persuadeix als homes de rebel·lar-se en contra d'Adam i la seva dona, i quan els àngels van a adorar el Senyor, Satanàs es desfressa d'àngel i parla amb Eva per boca de la serp. La serp sedueix Eva, que jura de donar el fruit a Adam. La serp li dona el fruit, el verí de la seva maldat, que és la luxúria. Quan Eva el menja, ella descobreix que ella és nua. Tots els arbres del Jardí perden les fulles. Sols un arbre un ficus, encara té fulles, i Eva amaga la seva vergonya amb les seves fulles. Eva cerca Adam i l'enganya: també menja la fruita prohibida. (Capítols 15-21) 
Miquel toca la trompeta, i Déu entra al Jardí muntat en el seu carro precedit pels àngels. El seu tron està establit en l'Arbre de la Vida, i tots els arbres esclaten en flors. Ell crida Adam, que s'havia amagat perquè era nu, i retreu a Adam, Eva i la serp (l'ordre dels retrets és oposat a del Gènesi). Quan els àngels expulsen Adam del paradís, els demana que li permetin d'implorar Déu, dient: "Perquè jo sol he pecat", prega Déu que l'autoritzi a menjar de l'Arbre de la Vida. Déu refusa que accedeixi a la fruita de la immortalitat, però promet, que si Adam es manté lliure de tot mal, el ressuscitarà el darrer dia i li donarà la fruita. Abans de ser expulsat, es permet à Adam de prendre espècies dolces (per a oferir sacrificis) i les llavors del seu aliment. (Capítols 22-30)
Quan Adam cau malalt, la vigília anuncia que ha de morir poc després. Demana a Eva de pregar, perquè no sap si Déu està emprenyat contra ells. Mentre Eva prega de genolls, l'àngel de la humanitat (probablement Miquel) ve i li mostra l'esperit d'Adam desaparegut del seu cos que ascendeix a Déu (Capítols 31-32).

Els capítols 33-41 narren, amb una gran riquesa de detalls litúrgics, el funeral d'Adam. Un carro de llum, portat per quatre àguiles brillants i Serafins, arriba on es troba el cos d'Adam. Els set cels s'obren i Set explica a la seva mare que són les dues figures temoroses de dol: el sol i la lluna, privats de la seva llum, perquè Déu és present. Déu té misericòrdia d'Adam, que es neteja tres vegades en aigua abans de ser portat davant Déu. Déu estén el seu braç i les mans d'Adam a Miquel que enduran fins al tercer cel fins al darrer dia. (Capítols 33-37)
El carro i tots els àngels s'emporten el cos d'Adam del Jardí per a posar-lo en terra. Solament Set pot veure l'escena. El cos està cobert amb roba de lli i perfumat amb oli aromàtic. El cos d'Abel també, que fins aleshores havia refusat de fer inhumar, és portat al mateix lloc. Els dos cossos són enterrats en el lloc en qual Déu va prendre l'argila per a crear Adam. Déu crida Adam, el cos respon de sota terra estant. Déu promet a Adam que ell i cadascun dels seus, s'alçaran altra vegada (Capítols 38-41).
Sis dies més tard, Eva li demana de ser enterrada a prop d'Adam i mor pregant el Senyor. Tres àngels l'enterren la vigília prop d'Adam, i Miquel diu a Set que mai no plori el dia de repòs (Capítols 42-43).